# Березниковское сельское поселение (Рязанская область)
Березнико́вское се́льское поселе́ние — сельское поселение в Сапожковском районе Рязанской области России.
Административный центр — деревня Березники. Находится к северо-востоку от райцентра Сапожок.
Адрес администрации : 391954, Рязанская область Сапожковский район, Березники, д. 2

## История
Образовано в результате муниципальной реформы 2006 г. в результате объединения существовавших ранее на данной территории двух сельских округов — Красноуглянского (центр Красный Угол) и Никольского (центр Березники) — с возложением административного управления на деревню Березники.

## Население
| 2010 | 2012 | 2013 | 2014 | 2015 | 2016 | 2017 |
| ---- | ---- | ---- | ---- | ---- | ---- | ---- |
| 701  | ↗739 | ↗762 | →762 | ↗775 | ↘761 | ↘759 |
| 2018 | 2019 | 2020 | 2021 |      |      |      |
| ↘749 | ↘705 | ↘695 | ↘663 |      |      |      |

## Административное устройство
Образование и административное устройство сельского поселения определяются законом Рязанской области от 07.10.2004 № 93-ОЗ.
Границы сельского поселения определяются законом Рязанской области от 11.11.2008 № 162-ОЗ.

## Состав сельского поселения
В состав сельского поселения входят 8 населённых пунктов
| № | Населённый пункт | Тип населённого пункта          | Население |
| - | ---------------- | ------------------------------- | --------- |
| 1 | Березники        | деревня, административный центр | ↘161      |
| 2 | Избное           | деревня                         | 7         |
| 3 | Красная Яблонька | посёлок                         | 24        |
| 4 | Красное          | село                            | ↘256      |
| 5 | Красный Угол     | село                            | ↘186      |
| 6 | Марфинка         | деревня                         | ↘12       |
| 7 | Никольское       | село                            | ↘50       |
| 8 | Федоровка        | деревня                         | 5         |